# إدموند فيرست
إدموند فيرست (بالألمانية: Edmund Fürst)‏ هو رسام ورسام توضيحي ألماني، ولد في 6 يناير 1874 في برلين في ألمانيا، وتوفي في 1955 في تل أبيب في إسرائيل.